# Javier Guzmán
Javier Guzmán Colin (El Higo, 9 de janeiro de 1945 – Cruz Azul, 14 de agosto de 2014) foi um futebolista mexicano que competiu na Copa do Mundo de 1970.
Em clubes, teve mais destaque envergando a camisa do Cruz Azul, onde teve duas passagens (1965–1968 e 1968–1979). Defendeu ainda Tampico (onde iniciou a carreira), Pumas e Veracruz, onde deixou os gramados em 1979, aos 34 anos.
Guzmán, apelidado pelos torcedores de "El Kalimán", morreu em 14 de agosto de 2014, por causa de complicações da diabetes, a qual era portador.